# SMS Charlotte
Le SMS Charlotte est une frégate croiseur léger de la Marine impériale allemande en service de 1886 à 1914. Il porte le nom de la princesse Charlotte de Prusse (1860-1919). En 1893, il devient navire-école.

## Conception
Au début des années 1880, la Kaiserliche Marine a besoin d'un navire-école. Des plans sont dessinés entre 1881 et 1882 et le chantier naval impérial de Wilhelmshaven en pose la quille le 2 avril 1883. Lancé en 1886, ce fut le dernier navire de guerre à voile avec des moteurs auxiliaires de la Marine impériale.

 Sa conception est proche des frégates de classe Bismarck. Il comportait dix compartiments étanches et la salle des machines possédait un double fond.
L'équipage du SMS Charlotte était à l'origine de 20 officiers et 486 hommes. Plus tard il a été réduit à 475. En tant que navire-école il y avait 50 cadets et 230 marins.
Comme trois-mâts carré, il avait une voilure de 2 360 m2 à l'origine. À sa refonte en 1903-1905 au chantier naval de Kiel, il est transformé en trois-mâts barque avec une voilure réduite à 1 580 m2 et une amélioration de ses chaudières.
À l'origine il possédait dix-huit canons  de 150 mm, deux canons rapides de 88 mm et six canons de 37 mm en tourelle. En 1899, il y a une réduction de six canons de 150 mm, remplacés par deux canons de 105 mm et douze canons supplémentaires de 88 mm, et une réduction de deux canons de 37 mm.

## Histoire
Le SMS Charlotte a été mis en service le 1er novembre 1886 et a effectué des essais jusqu'au 28 janvier 1887. Il est mis en service actif le 22 septembre 1888. C'est le premier navire de guerre, de conserve avec le SMS Stosch à avoir eu le droit de mouiller dans un port français (celui d'Oran), le 30 janvier 1899, après la guerre de 1870.
La frégate a été vendue en 1921 à Hambourg pour servir de barge.

## Commandants
- 1er novembre 1886 - 28 janvier 1887 : capitaine-lieutenant Paul Hofmeier
- 22 septembre 1888 - 25 avril 1889 : Kapitän zur See Ernst von Reiche
- 22 avril 1897 - 12 avril 1898 : Kapitän zur See August Carl Thiele (de)
- 12 avril 1898 - 31 mars 1902 : Kapitän zur See Friedrich Vüllers (de)
- 1er avril 1902 - 2 avril 1903 : Kapitän zur See Otto Mandt (de)
- 1er avril 1905 - 30 mars 1906 : Kapitän zur See Johannes Meier
- 31 mars 1906 - 31 mars 1908 : Kapitän zur See Friedrich Musculus
- 6 avril 1908 - 31 mars 1909 : Kapitän zur See Otto Back (de)
- 20 octobre au 4 novembre 1914 : Kapitän zur See Andreas Fischer